# Гаранс (циклон)
Циклон Гаранс (англ. Cyclone Garance) — потужний тропічний циклон, який вплинув на Реюньйон і Маврикій. Сьомий названий шторм і п’ятий інтенсивний тропічний циклон сезону циклонів у південно-західній частині Індійського океану 2024–2025 років, він утворився з тропічного хвилювання, яке було помічено 24 лютого на схід від Мадагаскару.
Внаслідок циклону загинуло щонайменше п'ять осіб. Завдані збиткі, становлять щонайменше 1,05 млрд доларів США (905 млн євро).

## Метеорологічна історія

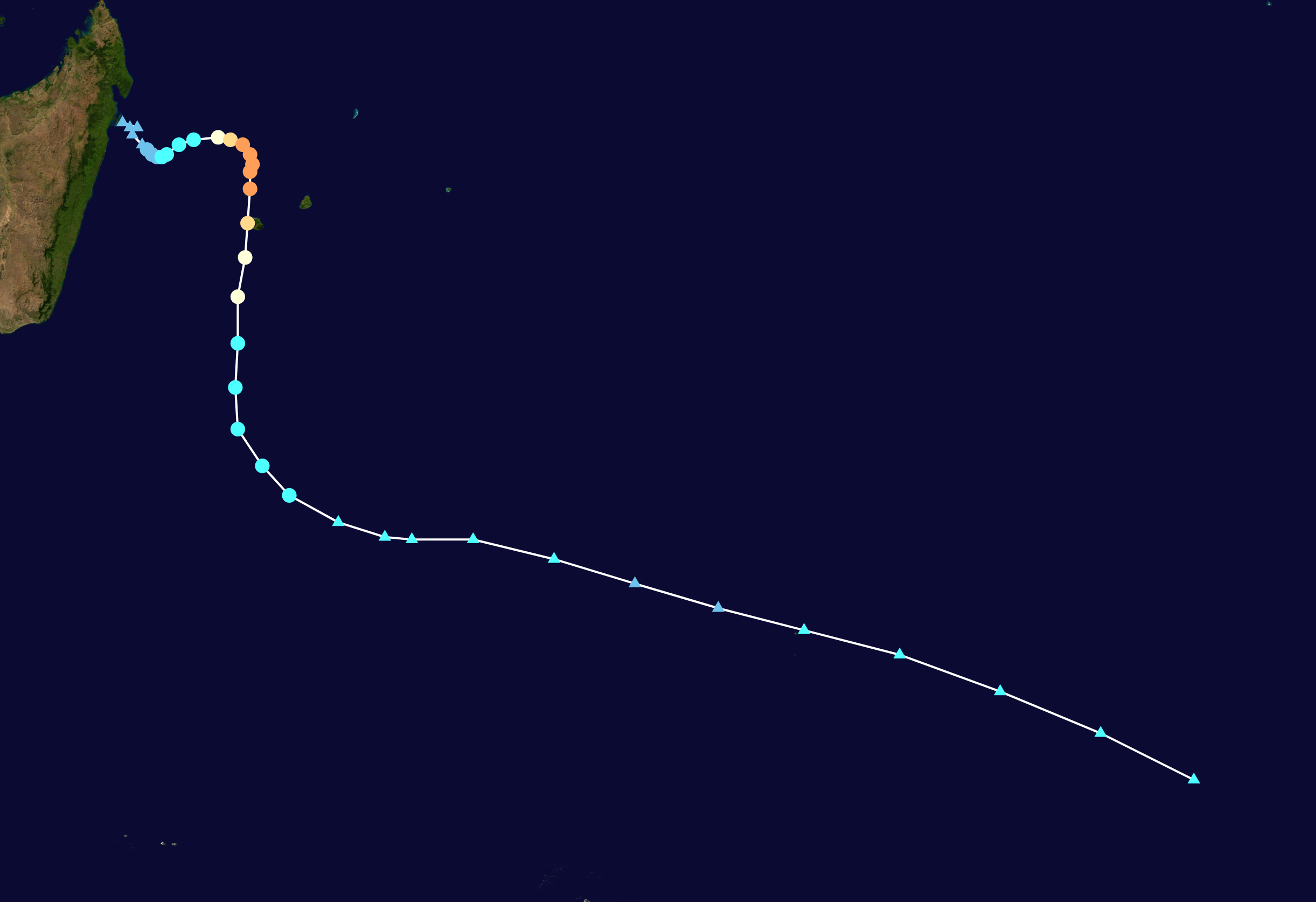
Траєкторія руху Циклону Гаранс

Метео-Франс почав моніторинг зони низького тиску, яку було помічено біля північно-східній частини Мадагаскару наступного дня поступово посилився до помірного тропічного шторму, отримавши в результаті назву Гаранс. Протягом наступних кількох днів циклон рухався на південь і розпочав фазу швидкої інтенсифікації. 27 лютого він посилився до інтенсивного тропічного циклону і вийшов на берег о 10:00 за часом Реюньйону поблизу Сент-Сюзанн.

## Підготовка та вплив

### Реюньйон
Напередодні циклону школи на Реюньйоні були закриті вдень 26 лютого, а наступного дня було оголошено червоний рівень тривоги. Тоді 28 лютого на Реюньйоні було оголошено більш високий рівень тривоги – фіолетовий – коли циклон наблизився до острова.
Щонайменше чотири людини загинули на Реюньйоні через циклон, ще двоє вважаються зниклими безвісти. Циклон без світла залишилось 42%  острова.
Циклон «Гаранс» приніс екстремальні погодні умови: сильний вітер досягав швидкості 234 км/год (145 миль/год), проливні дощі та серйозні повені на островах. Руйнування були величезними, вплинули на інфраструктуру, будинки та основні послуги. Крім того, понад тисячу людей покинули свої домівки та наразі розміщено в притулках.

### Маврикій
Через негоду на Маврикії на два дні були закриті школи. Міжнародний аеропорт імені сера Сівусагура Рамгулама тимчасово закрито через погодні умови.
Було видано попередження про високі хвилі, коли хвилі сягали 5-7 метрів у відкритому морі, що збільшувало ризик затоплення узбережжя, особливо на північному та західному узбережжях.